# Peltidium sacesphorum
Peltidium sacesphorum är en kräftdjursart som beskrevs av Albert Monard 1928. Peltidium sacesphorum ingår i släktet Peltidium och familjen Peltidiidae. Inga underarter finns listade i Catalogue of Life.